# 佩里戈尔地区博蒙图瓦
佩里戈尔地区博蒙图瓦（法語：Beaumontois en Périgord，法語發音：[bomɔ̃twa ɑ̃ peʁiɡɔʁ]）是法国多尔多涅省的一个市镇，位于该省南部，属于贝尔热拉克区。

## 地名
佩里戈尔（Périgord）是法国的一个传统地区，大致对应今天的多尔多涅省。“博蒙图瓦”（Beaumontois）则是博蒙迪佩里戈尔的形容词形式，指博蒙迪佩里戈尔所处的一片地区。

## 历史
佩里戈尔地区博蒙图瓦成立于2016年1月1日，由以下4个市镇合并而成：
- 博蒙迪佩里戈尔（Beaumont-du-Périgord）
- 拉布克里（Labouquerie）
- 诺雅勒和克洛特（Nojals-et-Clotte）
- 圣萨比娜-博恩（Sainte-Sabine-Born）

其中博蒙迪佩里戈尔为政府驻地。

## 地理
佩里戈尔地区博蒙图瓦（44°46'11.32"N, 0°46'2.45"E）面积72.71 平方千米，位于法国新阿基坦大区多爾多涅省，该省份为法国西南部内陆省份，是法國本土面积第三大的省，大致对应佩里戈尔地区，北起顺时针与夏朗德省、上维埃纳省、科雷兹省、洛特省、洛特-加龙省、吉倫特省和滨海夏朗德省接壤。
与佩里戈尔地区博蒙图瓦接壤的市镇（或旧市镇、城区）包括：巴亚克、布尔尼凯勒、蒙萨克、诺萨讷、圣阿维塞尼约尔、圣克鲁瓦、朗皮约、拉耶、里沃、马济耶尔-纳雷斯、圣拉德贡德、福里耶、圣莱昂迪西雅克。
佩里戈尔地区博蒙图瓦的时区为UTC+01:00、UTC+02:00（夏令时）。

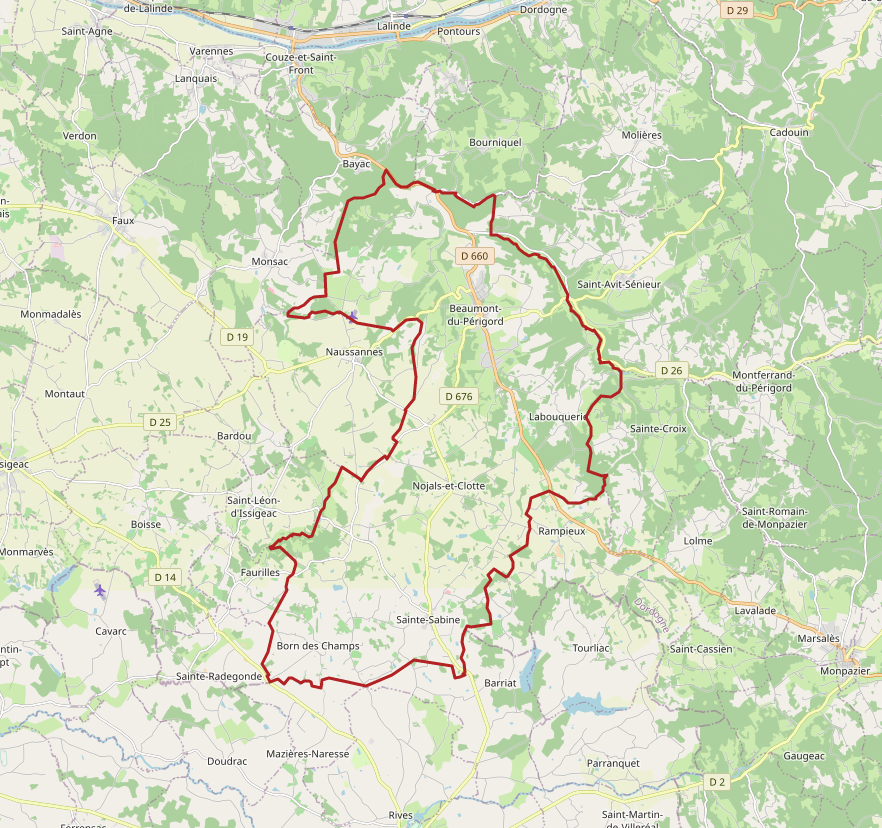
佩里戈尔地区博蒙图瓦的OSM定位图

## 行政
佩里戈尔地区博蒙图瓦的邮政编码为24440，INSEE市镇编码为24028。

## 政治
佩里戈尔地区博蒙图瓦所属的省级选区为拉兰德县。

## 人口
佩里戈尔地区博蒙图瓦于2022年1月1日时的人口数量为1730人。